# Lijst van voetbalinterlands Ierland - Rusland
Deze lijst van voetbalinterlands is een overzicht van alle officiële voetbalwedstrijden tussen de nationale teams van Ierland en Rusland. De landen speelden tot op heden zeven keer tegen elkaar. De eerste ontmoeting, een vriendschappelijke wedstrijd, werd gespeeld in Dublin op 23 maart 1994. Het laatste duel, een kwalificatiewedstrijd voor het Europees kampioenschap voetbal 2012, vond plaats op 6 september 2011 in Moskou.

## Wedstrijden
| № | Plaats | Datum            | Competitie           | Wedstrijd         | Uitslag |
| - | ------ | ---------------- | -------------------- | ----------------- | ------- |
| 1 | Dublin | 23 maart 1994    | Vriendschappelijk    | Ierland – Rusland | 0 – 0   |
| 2 | Dublin | 27 maart 1996    | Vriendschappelijk    | Ierland – Rusland | 0 – 2   |
| 3 | Dublin | 13 februari 2002 | Vriendschappelijk    | Ierland – Rusland | 2 – 0   |
| 4 | Moskou | 7 september 2002 | EK 2004 kwalificatie | Rusland – Ierland | 4 – 2   |
| 5 | Dublin | 6 september 2003 | EK 2004 kwalificatie | Ierland – Rusland | 1 – 1   |
| 6 | Dublin | 8 oktober 2010   | EK 2012 kwalificatie | Ierland – Rusland | 2 – 3   |
| 7 | Moskou | 6 september 2011 | EK 2012 kwalificatie | Rusland – Ierland | 0 – 0   |

## Samenvatting
| Competitie        | Totaal gespeeld | Winst Ierland | Gelijk | Winst Rusland | Doelsaldo Ierland – Rusland |
| ----------------- | --------------- | ------------- | ------ | ------------- | --------------------------- |
| EK-kwalificatie   | 4               | 0             | 2      | 2             | 5 − 8                       |
| Vriendschappelijk | 3               | 1             | 1      | 1             | 2 − 2                       |
| Totaal            | 7               | 1             | 3      | 3             | 7 − 10                      |

## Details

### Eerste ontmoeting
| Vriendschappelijk (Dublin, Ierland, 23 maart 1994):                                                                 |       |         |
| Ierland | 0 – 0 | Rusland |
| | goals |         |
| - Debuut van Phil Babb (Coventry City), Gary Kelly (Leeds United) en Jason McAteer (Bolton Wanderers) voor Ierland. |       |         |

### Tweede ontmoeting
| Vriendschappelijk (Dublin, Ierland, 27 maart 1996): |       |                                           |
| Ierland                                             | 0 – 2 | Rusland                                   |
|                                                     | goals | 34' Aleksandr Mostovoj 53' Igor Kolyvanov |

### Derde ontmoeting
| Vriendschappelijk (Dublin, Ierland, 13 februari 2002): |       |         |
| Ierland                                                | 2 – 0 | Rusland |
| Steven Reid 3' Robbie Keane 20'                        | goals |         |

### Vierde ontmoeting
| EK 2004 kwalificatie (Moskou, Rusland, 7 september 2002):                                  |       |                                       |
| Rusland                                                                                    | 4 – 2 | Ierland                               |
| Andrey Karyaka 20' Vladimir Bestsjastnych 25' Aleksandr Kerzjakov 70' Phil Babb 86' (e.d.) | goals | 69' Gary Doherty 76' Clinton Morrison |

### Vijfde ontmoeting
| EK 2004 kwalificatie (Dublin, Ierland, 6 september 2003): |       |                         |
| Ierland                                                   | 1 – 1 | Rusland                 |
| Damien Duff 35'                                           | goals | 42' Sergej Ignasjevitsj |

### Zesde ontmoeting
| EK 2012 kwalificatie (Dublin, Ierland, 8 oktober 2010): |       |                                                              |
| Ierland                                                 | 2 – 3 | Rusland                                                      |
| Robbie Keane 72' (pen.) Shane Long 78'                  | goals | 11' Aleksandr Kerzjakov 28' Alan Dzagojev 50' Roman Sjirokov |

### Zevende ontmoeting
| EK 2012 kwalificatie (Moskou, Rusland, 6 september 2011): |       |         |
| Rusland                                                   | 0 – 0 | Ierland |
|                                                           | goals |         |